# Слобода (Перцевське сільське поселення)
Слобода́ (рос. Слобода) — присілок у складі Грязовецького району Вологодської області, Росія. Адміністративний центр Перцевського сільського поселення.

## Населення
Населення — 1159 осіб (2010; 1209 у 2002).
Національний склад (станом на 2002 рік):
- росіяни — 98 %